# Wrotkowo
Wrotkowo (Duits: Friedrichowen; 1938-1945: Friedrichau) is een plaats in het Poolse woiwodschap Ermland-Mazurië, in het district Gołdapski. De plaats maakt deel uit van de stad- en landgemeente Gołdap.